# 브뤼셀 국제 판타스틱 영화제
브뤼셀 국제 판타스틱 영화제(Brussels International Fantastic Film Festival, BIFFF, 이전 명칭: Brussels International Festival of Fantastic Film, (프랑스어: Festival international du film fantastique de Bruxelles, 네덜란드어: Internationaal Festival van de Fantastische Film van Brussel)는
공포, 스릴러, SF 영화를 위한 모임 장소로서 1983년 만들어진 영화제이다. 매년 3월 브뤼셀에서 개최된다. 처음에는 Annie Bozzo, Gigi Etienne, Freddy Bozzo, Georges Delmote, Guy Delmote가 조직하였으며 현재는 장편, 단편 영화를 수상하고 있다.
이 영화제는 국제 영화 제작자 연맹에 의해 공인되었다.

## 골든 레이븐 수상
- 1993년: 이블 데드 3 - 암흑의 군단
- 1999년: 링
- 2001년: 섬
- 2004년: 지구를 지켜라!
- 2007년: 괴물
- 2009년: 렛 미 인
- 2010년: 오펀: 천사의 비밀
- 2011년: 악마를 보았다
- 2014년: 마녀 사냥꾼
- 2016년: 아이 엠 어 히어로

## 같이 보기
- B급 영화

### 기타 장르 영화제
- 카탈루냐 국제 판타스틱 영화제
- 판타스포르투
- 부천국제판타스틱영화제